# Coarica fasciata
Coarica fasciata är en fjärilsart som beskrevs av Moore 1882. Coarica fasciata ingår i släktet Coarica och familjen nattflyn. Inga underarter finns listade i Catalogue of Life.